# The Courtship of the Cooks
The Courtship of the Cooks è un cortometraggio muto del 1914 diretto da Charles Ransom.

## Produzione
Il film fu prodotto dalla Edison Company.

## Distribuzione
Distribuito dalla General Film Company, il film - un cortometraggio in una bobina - uscì nelle sale cinematografiche degli Stati Uniti il 30 dicembre 1914.